# Landgericht Aurich

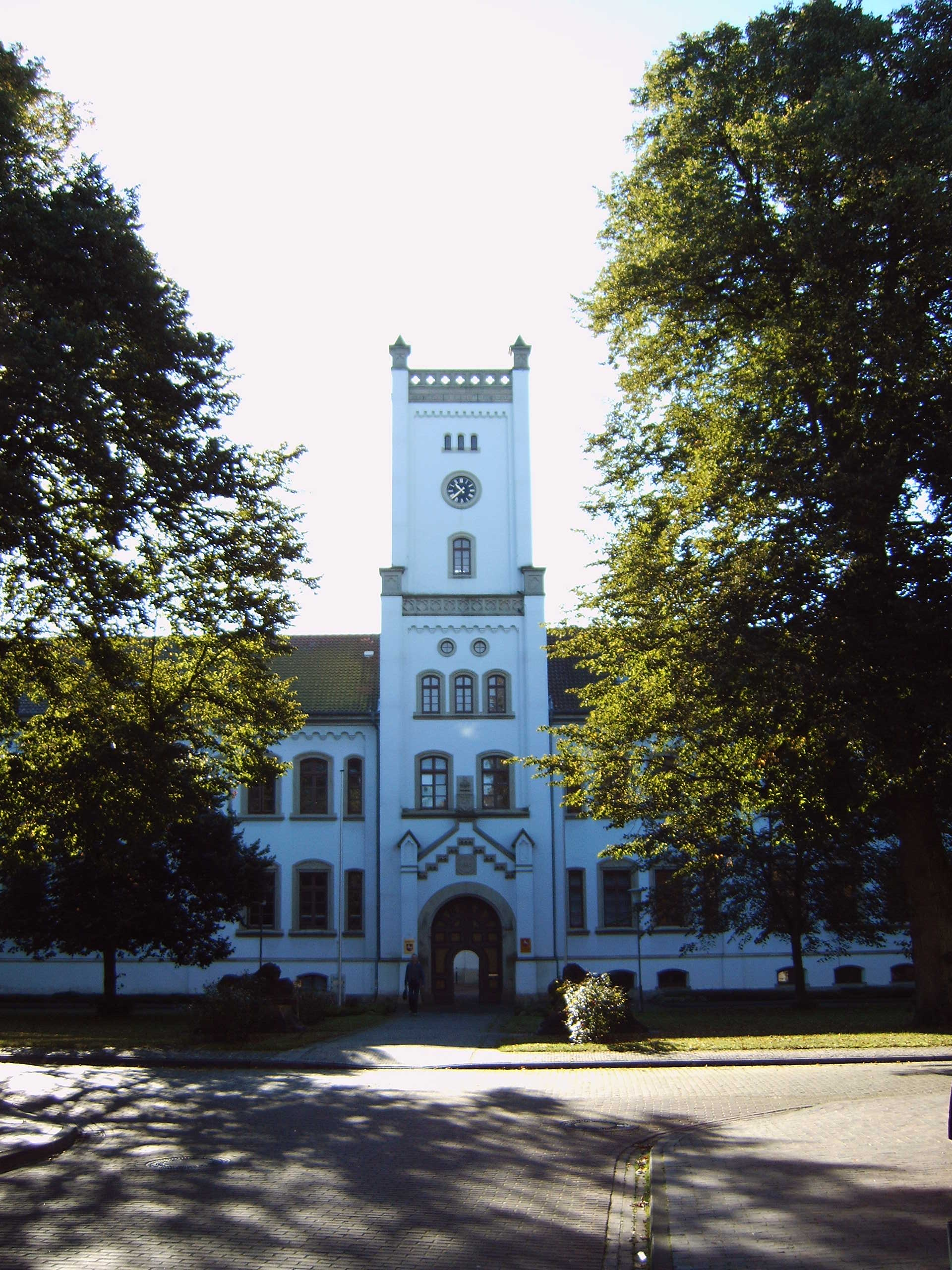
Landgericht Aurich

Das Landgericht Aurich ist ein Gericht der ordentlichen Gerichtsbarkeit mit Sitz in Aurich. Es ist eines von elf niedersächsischen Landgerichten.

## Gerichtsbezirk
Der Gerichtsbezirk umfasst die Landkreise Aurich, Leer und Wittmund sowie die kreisfreie Stadt Emden. Der Gerichtsbezirk hat somit über 450.000 Gerichtseingesessene.

## Instanzenzug
Dem Landgericht Aurich nachgeordnet sind die Amtsgerichte Aurich, Emden, Leer, Norden und Wittmund. Übergeordnet ist das Oberlandesgericht Oldenburg.

## Organisation
Dem Gericht steht als Präsidentin des Landgerichts Frauke Seewald vor. Es wurden elf Straf-, fünf Zivilkammern sowie je eine Kammer für Handels- bzw. Bußgeldsachen gebildet.